# Waniss Taïbi
Waniss Taïbi (* 7. März 2002 in Limoges) ist ein französisch-algerischer Fußballspieler, der aktuell bei Hannover 96 in der  2. Fußball-Bundesliga spielt.

## Karriere

### Verein
Taïbi begann seine Karriere im Vereinsfußball bei der Union Sportive De La Bastide. 2012 wechselte er zum Stadtrivalen US Vigenal Bastide. Nach nur einem Jahr dort ging er zum FC Limoges und 2017 in die Jugend des SCO Angers. 2019 erhielt er einen Vertrag bei der zweiten Mannschaft in der National 2. 2019/20 spielte er bereits 12 Mal in der vierten französischen Liga. Nachdem er in der Folgesaison auch zunächst nur in der zweiten Mannschaft zum Einsatz kam, spielte er in der Coupe de France das erste Mal gegen den Club Franciscain. Am 17. April 2021 (33. Spieltag) debütierte er in der Ligue 1 bei der 0:3-Niederlage gegen Stade Rennes, als er in der 66. Minute für Antonin Bobichon ins Spiel kam.
Im Sommer 2023 wechselte Taïbi zu AF Rodez.
Im Sommer 2025 wechselte Waniss Taïbi zu Hannover 96.

### Nationalmannschaft
Taïbi spielte bislang für mehrere Juniorennationalmannschaften Frankreich. Mit der U17 wurde er bei der WM 2019 Dritter und legte in drei Einsätzen zwei Tore vor. Seit September 2021 kommt er für die U20-Männer der Franzosen zum Einsatz.

## Erfolge
- Dritter der U17-Weltmeisterschaft: 2019